# UGT1A3
UDP-glukuronoziltransferaza 1-3 je enzim koji je kod ljudi kodiran genom UGT1A3.

## Literatura
- Tukey RH, Strassburg CP (2000). „Human UDP-glucuronosyltransferases: metabolism, expression, and disease”. Annual Review of Pharmacology and Toxicology. 40: 581—616. PMID 10836148. doi:10.1146/annurev.pharmtox.40.1.581.
- Tukey RH, Strassburg CP (март 2001). „Genetic multiplicity of the human UDP-glucuronosyltransferases and regulation in the gastrointestinal tract”. Molecular Pharmacology. 59 (3): 405—14. PMID 11179432. S2CID 21500183. doi:10.1124/mol.59.3.405.
- King CD, Rios GR, Green MD, Tephly TR (септембар 2000). „UDP-glucuronosyltransferases”. Current Drug Metabolism. 1 (2): 143—61. PMID 11465080. doi:10.2174/1389200003339171.
- Moghrabi N, Sutherland L, Wooster R, Povey S, Boxer M, Burchell B (мај 1992). „Chromosomal assignment of human phenol and bilirubin UDP-glucuronosyltransferase genes (UGT1A-subfamily)”. Annals of Human Genetics. 56 (2): 81—91. PMID 1503396. S2CID 40140345. doi:10.1111/j.1469-1809.1992.tb01134.x.
- Mojarrabi B, Butler R, Mackenzie PI (август 1996). „cDNA cloning and characterization of the human UDP glucuronosyltransferase, UGT1A3”. Biochemical and Biophysical Research Communications. 225 (3): 785—90. PMID 8780690. doi:10.1006/bbrc.1996.1251.
- Strassburg CP, Manns MP, Tukey RH (јул 1997). „Differential down-regulation of the UDP-glucuronosyltransferase 1A locus is an early event in human liver and biliary cancer”. Cancer Research. 57 (14): 2979—85. PMID 9230212.
- Strassburg CP, Oldhafer K, Manns MP, Tukey RH (август 1997). „Differential expression of the UGT1A locus in human liver, biliary, and gastric tissue: identification of UGT1A7 and UGT1A10 transcripts in extrahepatic tissue”. Molecular Pharmacology. 52 (2): 212—20. PMID 9271343. S2CID 37098463. doi:10.1124/mol.52.2.212.
- Strassburg CP, Manns MP, Tukey RH (април 1998). „Expression of the UDP-glucuronosyltransferase 1A locus in human colon. Identification and characterization of the novel extrahepatic UGT1A8”. The Journal of Biological Chemistry. 273 (15): 8719—26. PMID 9535849. doi:10.1074/jbc.273.15.8719 .
- Green MD, King CD, Mojarrabi B, Mackenzie PI, Tephly TR (јун 1998). „Glucuronidation of amines and other xenobiotics catalyzed by expressed human UDP-glucuronosyltransferase 1A3”. Drug Metabolism and Disposition. 26 (6): 507—12. PMID 9616184.
- Strassburg CP, Kneip S, Topp J, Obermayer-Straub P, Barut A, Tukey RH, Manns MP (новембар 2000). „Polymorphic gene regulation and interindividual variation of UDP-glucuronosyltransferase activity in human small intestine”. The Journal of Biological Chemistry. 275 (46): 36164—71. PMID 10748067. doi:10.1074/jbc.M002180200 .
- Barbier O, Albert C, Martineau I, Vallée M, High K, Labrie F, Hum DW, Labrie C, Bélanger A (март 2001). „Glucuronidation of the nonsteroidal antiestrogen EM-652 (SCH 57068), by human and monkey steroid conjugating UDP-glucuronosyltransferase enzymes”. Molecular Pharmacology. 59 (3): 636—45. PMID 11179460. S2CID 38640331. doi:10.1124/mol.59.3.636.
- Turgeon D, Chouinard S, Belanger P, Picard S, Labbe JF, Borgeat P, Belanger A (јун 2003). „Glucuronidation of arachidonic and linoleic acid metabolites by human UDP-glucuronosyltransferases”. Journal of Lipid Research. 44 (6): 1182—91. PMID 12639971. doi:10.1194/jlr.M300010-JLR200 .
- Zhang JY, Zhan J, Cook CS, Ings RM, Breau AP (мај 2003). „Involvement of human UGT2B7 and 2B15 in rofecoxib metabolism”. Drug Metabolism and Disposition. 31 (5): 652—8. PMID 12695355. S2CID 23434477. doi:10.1124/dmd.31.5.652.